# Roland SH-201
Roland SH-201 – syntezator VA produkowany przez firmę Roland, wprowadzony na rynek w 2006 r.
SH-201 umożliwia uzyskiwanie brzmień znanych ze starszych, analogowych syntezatorów, a ich modyfikacja możliwa jest dzięki kontrolerom suwakowym i obrotowym, znajdującym się na panelu przednim. Wraz z syntezatorem dostarczana jest wtyczka VST pozwalając ana jego kontrolę za pomocą komputera. Instrument nawiązuje swą nazwą do wcześniejszego modelu SH-101.

## Dane techniczne
- 10-głosowa polifonia
- 49-klawiszowa klawiatura dynamiczna
- arpeggiator
- interfejs MIDI
- kontroler D-Beam
- port USB umożliwiający komunikację z komputerem
- pamięć barw: 32 fabryczne/32 użytkownika
- procesor efektów: delay, reverb, overdrive
- wejście audio

## Tor syntezy
- 2 oscylatory (9 typów przebiegów)
- 2 generatory LFO (7 typów przebiegów)
- 3 generatory obwiedni
- 3 typy filtrów: LPF, BPF, HPF